# Go (programmeertaal)
Go is een programmeertaal die sinds 2007 ontwikkeld wordt door Google. De taal werd aangekondigd in 2009 en wordt onder andere door Google intern gebruikt. De ontwikkelaars van de taal zijn Robert Griesemer, Rob Pike, en Ken Thompson. De laatste is ook een van de grondleggers van Unix.
Go-code kan worden gecompileerd voor onder andere Linux, macOS, FreeBSD en Microsoft Windows en voor i386-, amd64- en ARM-processorarchitecturen.
Ondersteuning voor Android is toegevoegd in versie 1.4.
De taal is statisch getypeerd met een syntaxis die los op C is gebaseerd. Go bevat garbage collection, typebeveiliging, mogelijkheden voor dynamische types, een grote ingebouwde bibliotheek en extra ingebouwde typen zoals arrays met een variabele lengte en maps.

## Hello world
Hello world in Go:
```
package
 
main

import
 
"fmt"

func
 
main
()
 
{

	
fmt
.
Println
(
"Hello, World"
)

}

```

## Kenmerken
De syntaxis van Go is vergelijkbaar met die van C en soortgelijke programmeertalen, hoewel er wel enkele opvallende verschillen zijn. Bijvoorbeeld:
- Bij de declaratie van variabelen en functieparameters wordt het type achter de naam gezet in plaats van ervoor.
- Puntkomma's zijn, net als bij bijvoorbeeld JavaScript, niet verplicht aan het einde van een regel.
- Openings-accolades moeten op dezelfde regel geplaatst worden als het bijbehorende statement. In het bovenstaande hello world-programma mag de accolade na func main() dus niet op de volgende regel gezet worden.

## Parallel programmeren: goroutines en channels
Go biedt de mogelijkheid voor gedistribueerd programmeren, waarbij meerdere processen tegelijk uitgevoerd worden. Dit gebeurt door middel van goroutines (een woordspeling op coroutines) en channels.
Een goroutine is een functie die tegelijk met andere goroutines wordt uitgevoerd. Goroutines kunnen gegevens met elkaar uitwisselen via channels.
In het onderstaande voorbeeld zijn er drie processen tegelijk actief die informatie uitwisselen via een channel.
```
package
 
main

import
 
"fmt"

import
 
"time"

import
 
"math/rand"

func
 
a
(
ch
 
chan
 
int
,
 
i
 
int
)
 
{

        
for
  
{

                
ch
 
<-
 
i

                
a
 
:=
 
rand
.
Int
()

                
if
 
a
 
%
 
2
 
==
 
0
 
{

                        
time
.
Sleep
(
1
)

                
}

        
}

}

func
 
main
()
 
{

        
ch
 
:=
 
make
(
chan
 
int
)

        
go
 
a
(
ch
,
1
)

        
go
 
a
(
ch
,
2
)

        
for
 
true
 
{

                
a
 
:=
 
<-
 
ch

                
fmt
.
Print
(
a
)

        
}
	

}

```

In regel 18 wordt een nieuw channel (ch) voor integers gecreëerd. Vervolgens wordt in regel 19 functie a gestart. Het keyword go zorgt ervoor dat de functie parallel met het hoofdprogramma uitgevoerd wordt. Functie a voert een oneindige lus uit, waarbij telkens de opgegeven integer i (in dit geval 1) naar het opgegeven channel (ch) geschreven wordt (regel 9). Vervolgens wacht het proces soms 1 seconde (afhankelijk van een willekeurig getal).
Na het starten van a gaat het hoofdprogramma direct verder in plaats van te wachten tot a klaar is. In regel 20 wordt er nog een versie van a gestart, maar deze versie schrijft telkens een 2 naar het channel. Er lopen nu twee coroutines, terwijl het hoofdprogramma (main) ook gewoon doorloopt.
Het hoofdprogramma voert nu in de regels 21-24 een oneindige lus uit, waarbij telkens een integer uit channel ch wordt gehaald (als het channel leeg is pauzeert het hoofdprogramma), en op het scherm geprint wordt.
Het resultaat is dat er 3 onafhankelijke processen tegelijk actief zijn die oneindig doorlopen: de 2 processen die functie a uitvoeren schrijven telkens een 1 of een 2 naar het channel en het derde proces is het hoofdprogramma dat de inhoud van het channel print. De uitvoer kan er als volgt uitzien:
12222212211112222112221112211 ....
Als er geen sprake zou zijn van een parallelle uitvoering zou het programma nooit verder komen dan de eerste aanroep van functie a en zou het resultaat een oneindige reeks enen zijn.